# ايمانويل ندوج
ايمانويل ندوج (بالإيطالية: Emanuele Ndoj)‏ (20 نوفمبر 1996 بقطانية في إيطاليا - ) هو لاعب كرة قدم إيطالي في مركز الوسط. لعب مع نادي روما.

## وصلات خارجية
- ايمانويل ندوج على موقع الاتحاد الأوربي (الإنجليزية)
- ايمانويل ندوج على موقع قاعدة بيانات كرة القدم.إي يو (الإنجليزية)
- ايمانويل ندوج على موقع Soccerway.com (الإنجليزية)
- ايمانويل ندوج على موقع عالم كرة القدم.نت (الإنجليزية)